# Daniel Rumpius
Daniel Rumpius (Daniel Rump; * 1549; † um 1600) war ein deutscher evangelischer Geistlicher und Kirchenliederdichter.

## Leben
Rump wirkte in Stepnitz und in dem evangelisch gewordenen Nonnenstift Marienfließ. Er schuf eine Reihe geistlicher Lieder, die er auf bekannte weltliche Weisen adaptierte. Durch einen Dorfbrand seiner Habe beraubt und nach einer schweren Krankheit begann er wieder zu dichten und „mit Tränen Lieder zu singen“.
Aus seinem nur in einem Exemplar in der Herzog August Bibliothek Wolfenbüttel erhaltenen Liedbüchlein / Darinn begriffen Lehre / Trost / Vermanung …, Uelzen 1587, ist das Lied Der Morgenstern ist aufgedrungen in das Liedgut der Evangelischen Kirche (EG 69) aufgenommen worden.